# Clameur de haro
A Clameur de haro egy ősi jogi megszorító végzés, melyet olyan személy adhat ki, aki úgy érzi, hogy éppen megsértik a jogait abban a pillanatban. A mai napig fennmaradt és betartatható a Csatorna-szigetek jogrendszerében, ahol, bár ritkán, de alkalmazzák a földeket érintő ügyekben.

## Történet
A normann jogon alapul, gyakran úgy vélik, hogy igazságért szóló kiáltás Normandiai Rollóhoz a Normandiai hercegség alapítójához, a kiáltást a „Ha-Rollo” összetétel részének értelmezve. Ezt a nézetet azonban egyesek tévesnek tartják.[forrás?] A ’harrow-t’ ’üldöz’ értelemben gyakran használták a középkori Angliában és Franciaországban felszólításként, arra hogy aki meghallja hagyja abba amit épp csinál és segítsen a gonosztevő elfogásában. Máig fennmaradt az angol vadásznyelvbe ’Halloo’ formában és talán a kopót jelentő ’harrier’  szóban is.

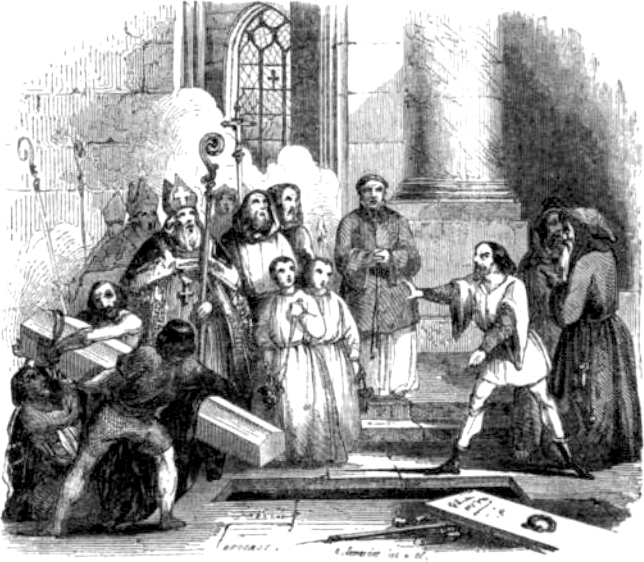
Asselin tiltakozik Hódító Vilmos temetése ellen, a templomban amely szerinte a tőle jogszerűtlenül elvett földön állt

Egyes források szerint jól illusztrálja a clameur de haro hatásosságát, hogy Hódító Vilmos temetésénél a caeni Abbaye-aux-Hommes-ban, Normandiában az apátság építése során lerombolt házak egyik nem kártalanított tulaja végrehajtotta a clameurt, ahogy épp elhelyezték volna a holttestet. Az anekdota szerint a kifizetetlen tulajdonos ügyét azonnal megvizsgálták és elfogadták, és nem szenvedett semmilyen erőszakot. Az apátság papjai a helyszínen kifizették a sírhelynek megfelelő terület értékét, és megígérték, hogy az igény többi részéről is gondoskodnak.

## Az eljárás
Az eljárást térden állva, tanúk előtt, lehetőleg a jogsértéssel vádolt személy jelenlétében a sérelem helyszínén kell elvégezni. A „kiáltónak” égnek emelt kézzel azt kell kiáltania, hogy: 

„Haro! Haro! Haro!  À l'aide, mon Prince, on me fait tort." 

(Gyere segítségemre, hercegem, valaki rosszat tesz nekem.)”

Ezután a kiáltónak el kell szavalnia a Miatyánkot franciául.
Ezt hallva az állítólagos jogsértőnek abba kell hagynia sérelmezett tevékenységét, amíg az ügy el nem dől a bíróság előtt. Ha nem függeszti fel tevékenységét, az bírsággal jár, akár jogosan cselekedett, akár jogsértően. Azonban ha a kiáltó jogos ok nélkül kiáltott harót, akkor neki kell büntetést fizetnie.
A guernsey-i Clameurhoz egy áldást is el kell mondani a Miatyánk után:

„La Grâce de Notre Seigneur Jésus Christ;

la dilection de Dieu, et la communication de Saint Esprit

soit avec nous tous éternellement.  Amen.”

## Fordítás
Ez a szócikk részben vagy egészben a  Clameur de haro című angol Wikipédia-szócikk ezen változatának fordításán alapul.  Az eredeti cikk szerkesztőit annak laptörténete sorolja fel. Ez a jelzés csupán a megfogalmazás eredetét és a szerzői jogokat jelzi, nem szolgál a cikkben szereplő információk forrásmegjelöléseként.